# Concordias de Barcelona
Las Concordias de Barcelona son las diferentes ediciones de la farmacopea vigentes en el Principado de Cataluña desde el año 1511 hasta el 1794. Se considera la segunda farmacopea del mundo, después de la de Florencia.
El 29 de agosto del 1510, Fernando el Católico concedió el primer real privilegio al Col·legi d'Apotecaris de Barcelona (Colegio de Boticarios de Barcelona) con la finalidad uniformizar las preparaciones farmacéuticas. Los convenios de los boticarios eran expuestos a las consideraciones del Colegio de Doctores en Medicina de Barcelona.
Oficialmente se publicaron tres:
- Concordie Apothecariorum Barchiñ, 1511. Escrita en latín con caracteres góticos. Sólo se conserva un ejemplar en el Museo de la Farmacia Catalana.[1]
- Concordie Pharmacopolarum Barchinonensium, 1535.
- Concordia Pharmacopolarum Barcinonensium de componendis medicamentis compositis quorum in pharmacopolis usus este nuper accurate recognita diligenter expurgata te antiquae integritati fideliter restituta, 1587. Redactada por Bernat Domènech y Joan Benet Pau, cónsules del Colegio de Boticarios. Está escrita en latín, excepto el permiso de impresión en catalán, y con numeración arábiga.[2]

Un siglo más tarde, ante la escasez de ejemplares, el médico Joan de Alòs publicó en el año 1686 la Pharmacopea Cathalana con intención de restituir y reformar la Concordia de 1587. Los boticarios de Barcelona sin embargo, continuaron guiándose por la antigua Concordia.
En las Concordias se encuentran descritas 370 fórmulas que reúnen 617 drogas de opiáceos, electuarios, pastillas, loocs, conservas, jarabes, infusiones y cocciones, píldoras, laxantes, pólvoras, colirios, aceites, ungüentos o emplastes. Predominan las del reino vegetal: 513, mientras que 46 son del reino mineral y 58 del reino animal.
El mismo espíritu de estas Concordias sirvió para hacer las Concordias de Zaragoza del año 1546, la farmacopea valenciana del 1601 y la Pharmacopoeia Matritensis de 1739 válida para el reino de Castilla. 
En 1794 se unificaron en la Pharmacopoea Hispana, dejando de ser oficiales las Concordias de Barcelona.